# Light Shock Software
Light Shock Software s.n.c. era un'azienda italiana di sviluppo di videogiochi, attiva tra il 1994 e il 1996. Sebbene abbia completato soltanto tre giochi, si fece notare come una delle sviluppatrici più promettenti in Italia, anche a livello internazionale, tra l'altro realizzando due giochi di rilievo per Amiga quando tale sistema era ormai sulla via del tramonto.
Light Shock radunò alle proprie dipendenze varie squadre di sviluppatori italiane con buon potenziale che non erano riuscite a emergere autonomamente, facendo suoi la produzione e il co-sviluppo dei loro progetti già avviati.

## Storia
Light Shock Software fu fondata dai giovani Massimiliano Calamai, che viveva a Prato, e Francesco Iorio, che viveva a Belluno, entrambi con separate esperienze di sviluppo precedenti. Iorio iniziò con progetti amatoriali per Amiga insieme al suo amico Matteo Tesser. Intorno al 1993 mandava spesso materiale alla rivista The Games Machine, che nella rubrica mensile Talent Scout presentava demo e idee dei lettori. Tramite la rivista Iorio entrò in contatto con Fabrizio Farenga della Holodream Software, gruppo italiano già attivo da qualche anno. Holodream aveva sviluppato giochi per la Genias e aveva da poco un accordo con l'editrice Team17 per realizzare F17 Challenge. La Team17 chiese anche alla Holodream se avessero qualcuno in grado di sviluppare la conversione per MS-DOS di Overdrive e Farenga lo propose a Iorio. Questi accettò, Iorio e Tesser ci lavorarono, dando il nome Holografix al proprio duo, e mandarono un prototipo alla Team17 che fu favorevole. Tesser ricorda che la Team17 non gli mandò nemmeno il codice sorgente di Overdrive, e dovettero fare l'ingegneria inversa dell'originale Amiga. Quando gli Holografix consegnarono la versione beta c'erano ancora dei bug, sicché la Team17, preoccupata dei tempi, cambiò idea e fece sviluppare la conversione ad altri. La versione Holografix non rifinita è stata in seguito divulgata sul Web.
Sempre tramite The Games Machine nel 1993 Iorio entrò in contatto anche con Massimiliano Calamai. Questi veniva da un impiego alla Simulmondo, dove aveva lavorato come grafico per circa quattro anni, per titoli come 3D World Tennis e le serie da edicola di Tex e Dylan Dog, ma poi era rimasto deluso dal metodo di lavoro e da queste serie ripetitive.
Iorio e Calamai si contattarono a giugno 1994 con l'idea di creare una software house di qualità di livello internazionale. Inclusero altri giovani aspiranti sviluppatori, iniziando con una squadra di quattro elementi insieme a Tesser e a Marco Biondi. Passavano dei fine settimana a casa dell'uno o dell'altro, alternandosi tra Firenze e Belluno. Dopo qualche mese Calamai e Iorio si recarono all'European Computer Trade Show di Londra per presentare un po' di progetti, immagini e demo, a potenziali editori. Fondarono ufficialmente la Light Shock Software a ottobre 1994. Secondo Biondi, solo Calamai e Iorio erano i titolari, in quanto gli altri due non avevano ancora l'età, ma di fatto i loro rapporti erano alla pari. 

Molti membri dell'azienda durante la prima presentazione ufficiale al Museo Pecci. Quello più a sinistra sembra essere Calamai e quello più a destra Iorio, i due fondatori

La presentazione ufficiale dell'azienda alla stampa si tenne il 10 marzo 1995 a Prato, al Museo Pecci. All'epoca la Light Shock aveva già quattro titoli in fase di sviluppo (Q-Star System, Run Ball, Black Viper 003, Fightin' Spirit) e si era accordata con l'editrice austriaca Neo Software Produktions per pubblicarne tre. Come sviluppatori, Light Shock aveva radunato alle proprie dipendenze le squadre italiane più promettenti, ma che per vari motivi non erano ancora riuscite a esprimersi ad alti livelli, per un totale di circa 30 persone. Cercavano ancora eventuali altri interessati, tramite la propria sede delle pubbliche relazioni a Belluno. The Games Machine pubblicò per prima un'intervista all'azienda, che le diede notorietà e frequenti contatti telefonici di persone interessate.
Iorio e Calamai avevano proprie idee di sviluppo, ma preferirono dare priorità ai progetti già in corso delle squadre che avevano radunato. Il nucleo dell'azienda collaborava allo sviluppo, supervisionava e faceva garanzia di qualità. Storicamente non si erano ancora visti grandi sviluppatori italiani di fama internazionale e servivano prodotti davvero buoni per attirare l'attenzione sui videogiochi italiani. Le sedi principali erano a Prato (sede ufficiale) e a Belluno, con parte del personale attivo in entrambe, e il resto distribuito in gruppi di lavoro denominati PS1, PS2 e PS3 (Production Staff) nelle rispettive città. Più avanti si aggiunsero la squadra PS4 e uno studio musicale sotto la responsabilità di Nicola Tomljanovich.
Come piattaforme di sviluppo la Light Shock si concentrava su PC (formato CD-ROM), Amiga 500, Amiga 1200 e Amiga CD32. Tra i progetti futuri c'erano anche le console PlayStation e Sega Saturn. Molti programmi di utilità per lo sviluppo erano realizzati internamente e uno dei principali era ITTULS, consistente in vari moduli finalizzati a ottenere uno scorrimento complesso e veloce. Tra gli strumenti commerciali usati c'erano Deluxe Paint, 3D Studio, Imagine, Softimage 3D.
Il primo titolo ad arrivare alla pubblicazione fu Black Viper (1996), uno sparatutto 3D motociclistico e post-apocalittico, sviluppato da Digital Exterminators, detti anche DEX, una squadra che in precedenza aveva lavorato a Nathan Never (edito da Genias, 1993). DEX aveva iniziato il progetto come Dark Blade e Light Shock inizialmente lo rinominò Black Viper 003. Il progetto era già quasi finito quando entrò alla Light Shock, ma non aveva un editore; nell'estate 1994 la DEX aveva capito che gli editori britannici difficilmente si sarebbero interessati a un gioco per Amiga, il cui mercato stava scemando, ma la Light Shock venne in soccorso. Aiutò con debugging e miglioramenti, in particolare aggiunse una lunga introduzione animata nella versione per CD32, e trovò l'editore Neo Software. Il principale programmatore Emanuele Viola ricorda che il progetto richiese in tutto tre anni, ma in termini economici ci guadagnò molto meno che con Nathan Never (che richiese 6 mesi).
Seguì Fightin' Spirit, il pezzo forte della Light Shock. Calamai ricorda che, sfogliando riviste, venne a sapere che il gruppo Dynamic Style stava sviluppando Perpetual Craze, un picchiaduro a incontri stile quelli della SNK. Dynamic Style era una nuova squadra di Paternò che stava proponendo i demo di due giochi per Amiga che interessavano la stampa. Light Shock contattò la squadra e la ingaggiò, collaborando a correggere e migliorare il gioco, creando tra l'altro tutti gli effetti sonori e il doppiaggio. Il cambio di titolo in Fightin' Spirit fu voluto invece dall'editrice Neo Software. Il gioco fu apprezzato e in seguito fu dichiarato più volte da Retro Gamer uno dei migliori picchiaduro a incontri per Amiga. Le vendite furono comunque limitate; il mercato Amiga era ormai crollato. Secondo Iorio, praticamente per Black Viper e Fightin' Spirit la Light Shock lavorò gratis: la Neo finì per pagare solo un po' di spese per l'hardware. Comunque nel 2000 Fightin' Spirit fu ripubblicato, solo su CD, da Alive Mediasoft, il che fa pensare che a suo tempo la Neo non si fosse impegnata molto nel distribuirlo.
Il terzo e ultimo titolo della Light Shock è Pray for Death, del gruppo Vysio Arte Elettronica, altro picchiaduro a incontri, dichiaratamente ispirato da Killer Instinct. Stavolta si tratta di un gioco per PC, piattaforma per la quale la Light Shock era convinta che mancassero ancora dei picchiaduro validi. Quando l'azienda vide Pray for Death la prima volta, era poco più di un demo tecnico promettente. Come al solito ci lavorò sopra insieme a Vysio. Quando fu presentato all'ECTS 1995, la Sony se ne interessò per la sua PlayStation, ma la conversione per la console non si ritenne fattibile. Come editore fu trovata la Virgin Interactive, che in pratica trattò la Light Shock come parte del proprio personale e controllò molto lo sviluppo, dando la caccia ai più remoti bug. Nel complesso Pray for Death fu il titolo più impegnativo per la Light Shock.
Per il futuro, l'azienda all'inizio del 1996 prevedeva che come prossimo titolo sarebbe uscito Run Ball edito da Neo Software, ma prevedeva soprattutto di continuare sicuramente a collaborare con la Virgin, inoltre aveva in progetto di realizzare qualcosa con la Halifax per le nuove console. In quel periodo però la Virgin ebbe difficoltà finanziarie e decise di fare a meno delle squadre più recenti e meno esperte, quindi dopo Pray for Death non si avvalse più della Light Shock. L'azienda negli ultimi mesi di attività fu afflitta da discussioni interne e chiuse alla fine del 1996. Lasciò incompiuti vari progetti avanzati di giochi e stava anche facendo esperienza con un kit di sviluppo per PlayStation.
La Light Shock Software ebbe per qualche anno un successore diretto nella Digital Creations s.r.l., fondata nel 1998, che si occupava di vari campi dell'informatica, ma produsse anche almeno un paio di videogiochi di poco rilievo nel 2000. I fondatori della Light Shock sono rimasti ulteriormente nel settore: Calamai tra l'altro ha fatto parte a lungo di Artematica, Iorio ha lavorato alla Revolution Software. Biondi e Tesser lavorano nell'informatica.

## Videogiochi
Videogiochi sviluppati da Light Shock Software e commercializzati:
- Black Viper (Neo Software, 1996) per Amiga e Amiga CD32, sparatutto motociclistico
- Fightin' Spirit (Neo Software, 1996) per Amiga e Amiga CD32, picchiaduro a incontri
- Pray for Death (Virgin Interactive, 1996) per MS-DOS, picchiaduro a incontri

Altri videogiochi in progetto che non arrivarono alla pubblicazione:
- Q-Star System o QSS per MS-DOS, sparatutto a scorrimento 2D spaziale già iniziato ai tempi della Holografix, fu in lavorazione anche alla Light Shock. Il demo della Holografix è disponibile sul Web[4][9].
- Run Ball per Amiga e MS-DOS, sportivo demenziale simile a Windjammers, rimase a livello di demo per PC[4][9].
- USA Racing per Amiga, gioco di corse automobilistiche con vista dall'alto, progetto iniziato dalla Dynamic Style, in seguito rinominato World Racing, non trovò un editore interessato[4][6].
- WIN, sigla di Working in the Night, gioco di corse automobilistiche con vista dall'alto con gioco in rete; Biondi ricorda che tornò a lavorarci e uscì sul Web anni dopo[4]. Si tratta probabilmente di Grand Prix Online (2000) per Windows della Digital Creations[10].